# Квасовица
Квасовица (укр. Квасовиця) — село в Затурцевской сельской общине Владимирского района Волынской области Украины.
До 2020 года входило в Локачинский район.
Код КОАТУУ — 0722482404. Население по переписи 2001 года составляет 105 человек. Почтовый индекс — 45524. Телефонный код — 3374. Занимает площадь 33 км².